# Гребли
Гребли (укр. Греблі) — село,
Товстовский сельский совет,
Семёновский район,
Полтавская область,
Украина.
Код КОАТУУ — 5324587605. Население по переписи 2001 года составляло 255 человек.

## Географическое положение
Село Гребли находится на расстоянии в 3 км от пгт Семёновка и села Толстое.

## История
Село указано на трехверстовке Полтавской области. Военно-топографическая карта.1869 года как хутор Гребли